# Bohdan Bocianowski
Bohdan Bocianowski (ur. 5 lutego 1911 w Szczuczynie, zm. 2 sierpnia 1983 w Warszawie) – polski grafik i rysownik, karykaturzysta.

## Życiorys
Syn Edwarda. W 1929 zdał maturę w Państwowym Gimnazjum im. Stanisława Staszica w Warszawie. Studiował grafikę użytkową na Akademii Sztuk Pięknych w Warszawie, już podczas studiów rozpoczął pracę karykaturzysty na łamach „Cyrulika Warszawskiego” w 1930. Po ukończeniu studiów został ilustratorem, jego rysunki były publikowane w „Szpilkach”, „Kinie” i „Wróblach na Dachu”. W 1937 jego rysunki uczestniczyły w międzynarodowej wystawie „Sztuka i Technika”, na której otrzymał Grand Prix w kategorii plakat.
W czasie II wojny światowej był osadzony w niemieckim Oflagu VII A Murnau. W oflagu z Romanem Owidzkim i Bohdanem Urbanowiczem prowadził kursy grafiki i malarstwa. Tworzył również scenografię dla teatru obozowego.

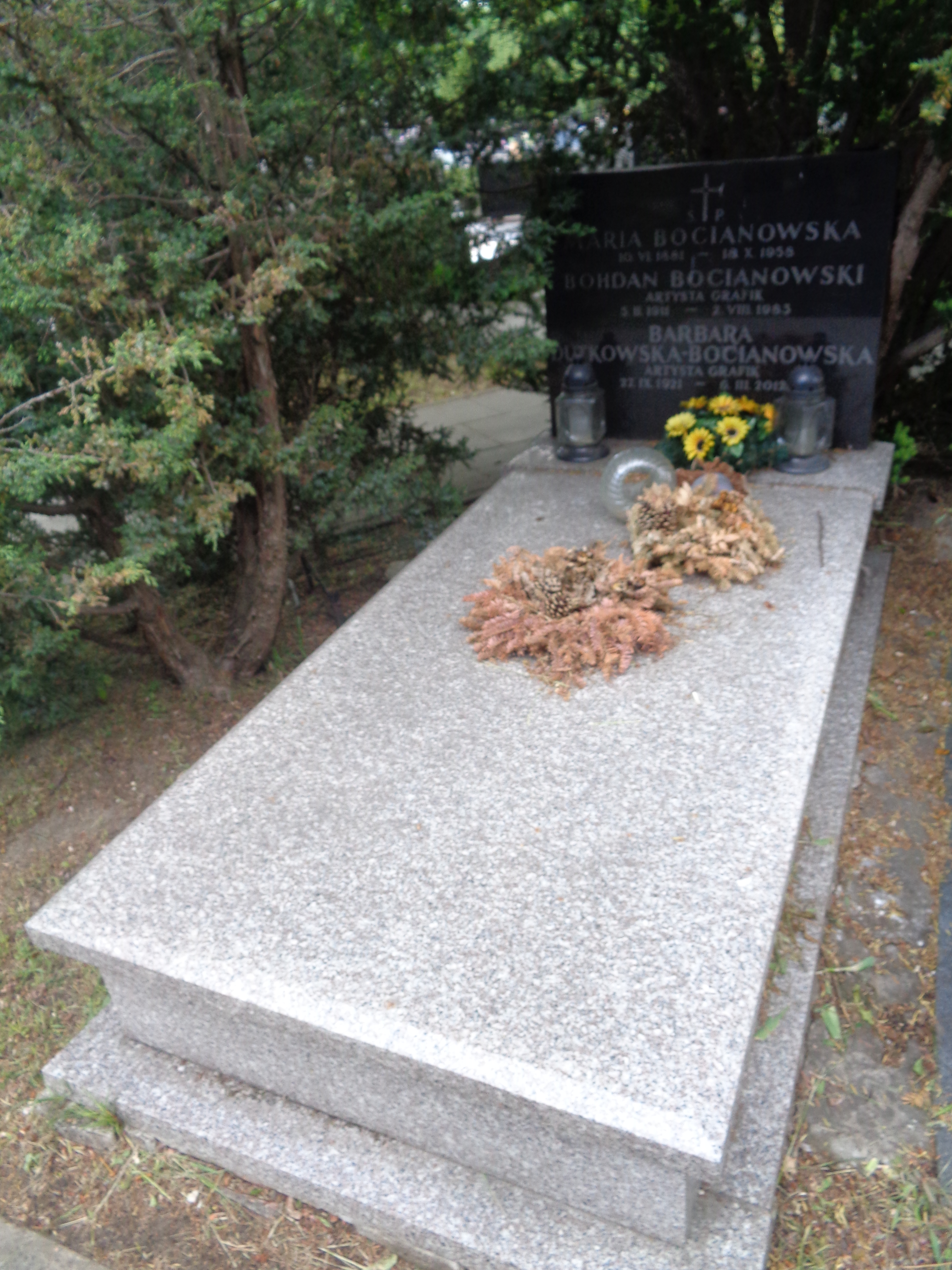
Nagrobek Bohdana Bocianowskiego na cmentarzu Wojskowym na Powązkach

Od 1946 do 1950 był wykładowcą na Wydziale Grafiki Akademii Sztuk Pięknych w Warszawie, a następnie pełnił kolejno funkcję kierownika artystycznego wydawnictw dla dzieci i młodzieży w „Naszej Księgarni” i naczelnego grafika RSW Prasa-Książka-Ruch. Był autorem wielu ilustracji i projektów okładek książek dla dzieci i młodzieży.
Zmarł w Warszawie, pochowany na cmentarzu Wojskowym na Powązkach (kwatera K-4-6).

## Ordery i odznaczenia
- Złoty Krzyż Zasługi (11 lipca 1955)[6]
- Medal 10-lecia Polski Ludowej (13 kwietnia 1955)[7]